# Gričiupis
Gričiupis – położona nad brzegiem Niemna dzielnica miasta Kowno.
Tutejszy kościół świętego Antoniego został zbudowany w 1936 roku.